# FUN Labs
FUN Labs is een Roemeens computerspelontwikkelaar opgericht in 1999. Het hoofdkantoor bevindt zich in Boekarest. Dit bedrijf is eigendom van moederbedrijf Activision en is vooral bekend voor het maken van computerspellen onder licenties van Cabela's.

## Ontwikkelde spellen
| Release | Title                                        | Platform                                                          |
| ------- | -------------------------------------------- | ----------------------------------------------------------------- |
| 2001    | Cabela's 4x4 Off-Road Adventure              | Windows                                                           |
| 2001    | Secret Service: In Harm's Way                | Windows                                                           |
| 2001    | Shadow Force: Razor Unit                     | Windows                                                           |
| 2002    | Cabela's Big Game Hunter                     | PlayStation 2                                                     |
| 2003    | U.S. Most Wanted: Nowhere to Hide            | Windows                                                           |
| 2003    | Delta Ops: Army Special Forces               | Windows                                                           |
| 2003    | Cabela's 4x4 Off-Road Adventure 3            | Windows                                                           |
| 2003    | Revolution                                   | Windows                                                           |
| 2003    | Cabela's Big Game Hunter: 2004 Season        | Windows                                                           |
| 2003    | Cabela's Deer Hunt: 2004 Season              | PlayStation 2, Xbox                                               |
| 2003    | Cabela's Dangerous Hunts                     | PlayStation 2, Xbox                                               |
| 2004    | Cabela's Big Game Hunter 2005 Adventures     | PlayStation 2, Windows, Xbox                                      |
| 2004    | Rapala Pro Fishing                           | PlayStation 2, Windows, Xbox                                      |
| 2005    | Cabela's Outdoor Adventures                  | GameCube, PlayStation 2, Xbox                                     |
| 2005    | Cabela's Dangerous Hunts 2                   | GameCube, PlayStation 2, Xbox                                     |
| 2005    | SeaWorld: Shamu's Deep Sea Adventures        | GameCube, Windows, Xbox                                           |
| 2006    | Cabela's Dangerous Hunts: Ultimate Challenge | PlayStation Portable                                              |
| 2006    | Cabela's Alaskan Adventures                  | PlayStation 2, Windows, Xbox 360                                  |
| 2006    | Rapala Trophies                              | PlayStation Portable                                              |
| 2006    | Harley-Davidson: Race to the Rally           | PlayStation 2, Windows                                            |
| 2006    | Cabela's African Safari                      | PlayStation 2, PlayStation Portable, Windows, Xbox 360            |
| 2006    | Rapala Tournament Fishing                    | Wii, Xbox 360                                                     |
| 2007    | Cabela's Trophy Bucks                        | PlayStation 2, Windows, Xbox 360                                  |
| 2007    | Cabela's Big Game Hunter                     | PlayStation 2, Wii, Xbox 360                                      |
| 2007    | Cabela's Monster Bass                        | PlayStation 2                                                     |
| 2007    | History Channel: Battle for the Pacific      | PlayStation 2, Wii                                                |
| 2008    | Rapala Fishing Frenzy 2009                   | PlayStation 3, Wii, Xbox 360                                      |
| 2008    | Cabela's Dangerous Hunts 2009                | Wii, PlayStation 2, PlayStation 3, Xbox 360                       |
| 2008    | Championship Paintball 2009                  | PlayStation 2, PlayStation 3, Wii, Xbox 360                       |
| 2008    | Cabela's Legendary Adventures                | PlayStation 2, PlayStation Portable, Wii                          |
| 2009    | Cabela's Outdoor Adventures                  | PlayStation 2, PlayStation 3, Wii, Windows, Xbox 360              |
| 2009    | Chaotic: Shadow Warriors                     | PlayStation 3, Wii, Xbox 360                                      |
| 2010    | Cabela's Monster Buck Hunter                 | Wii                                                               |
| 2010    | Cabela's North American Adventures           | PlayStation 2, PlayStation 3, PlayStation Portable, Wii, Xbox 360 |
| 2010    | Rapala Pro Bass Fishing                      | PlayStation 2, PlayStation 3, PlayStation Portable, Wii, Xbox 360 |
| 2011    | Cabela's Survival: Shadows of Katmai         | PlayStation 3, Wii, Xbox 360                                      |
| 2012    | MIB: Alien Crisis                            | PlayStation 3, Wii, Xbox 360                                      |
| 2012    | Cabela's Hunting Expeditions                 | PlayStation 3, Wii, Windows, Xbox 360                             |
| 2013    | Angry Birds Trilogy                          | Wii, Wii U                                                        |
| 2013    | Cabela's African Adventures                  | PlayStation 3, Wii, Windows, Xbox 360                             |